# 中央军委政治工作部宣传局
中央军委政治工作部宣传局，位于北京市，是中央军事委员会政治工作部下属局，负责全军宣传工作。

## 沿革
1950年4月，新组建中央人民政府人民革命军事委员会总政治部下设：组织部、宣传部、保卫部、文化部、青年部、秘书长系统。1954年9月28日，中共中央军事委员会成立后，将中央人民政府人民革命军事委员会总政治部改称中国人民解放军总政治部，宣传部、文化部因此分别改称中国人民解放军总政治部宣传部、中国人民解放军总政治部文化部。
1958年，中央军委将总政治部青年部和组织部合并为组织部，文化部和宣传部合并为宣传部，经过整编调整后，总政治部下辖机构为9个：组织部、干部部、宣传部、保卫部、联络部、群众工作部、军事检察院、军事法院、秘书长系统。
1962年，总政治部再次整编，将青年部从组织部分出，将文化部从宣传部分出，并且增设国防科学工作部和直工部、管理局。
1968年10月，对总政治部实行军事管制。1969年10月，开始重组总政治部。1969年12月，总政治部恢复办公，设组织部、干部部、宣传部、保卫部、群众工作部、办公室。
1975年，总政治部机构调整，将宣传部分为宣传部和文化部，将群众工作部分为群众工作部和联络部。
1978年中共十一届三中全会以后，总政治部根据中央军委的决定调整机构，设有：组织部、干部部、宣传部、文化部、保卫部、联络部、群众工作部、军事检察院、军事法院、办公厅、直属政治部、管理局。
1998年，文化部并入宣传部。
2016年改革前，中国人民解放军总政治部宣传部下设有：新闻出版局、艺术局、文化体育局、宣传局（原先为理论宣传局、部队宣传局、对外宣传局等）、部队教育局等，并负责总政治部直属文艺、体育、宣传单位的业务指导工作。
在深化国防和军队改革中，2016年1月，中国人民解放军总政治部撤销，成立中央军事委员会政治工作部。随之成立中央军委政治工作部宣传局。

## 机构设置
- 文化处[10]
- 新闻出版处[11]

……

## 历任局长
| 中国人民解放军总政治部宣传部部长 1. 傅鍾（1950年4月—1952年1月，总政第一副主任兼） 2. 刘志坚 中将（1952年9月—1958年11月，1957年10月起为总政副主任兼） 3. 姜思毅 中将（1958年11月—1961年1月） 4. 刘志坚 中将（1961年1月—1964年8月，总政副主任兼） 5. 李曼村 少将（1964年9月—1968年10月） 6. 栗光祥（1969年12月—1975年6月，主持工作） 7. 李曼村（1975年6月—1978年4月） 8. 李伟（1978年7月—1981年6月，主持工作；1981年7月—1982年9月，部长） 9. 吕村夫（1982年9月—1985年2月） 10. 邵华泽 少将（1985年2月—1989年6月） 11. 赵可铭 少将（1989年6月—1995年2月） 12. 屈全绳 少将（1995年3月—1997年10月） 13. 秦怀保 少将（1998年8月—2003年12月） 14. 吴昌德 少将（2003年12月—2007年6月） 15. 王建伟 少将（2007年9月—2010年7月） 16. 周涛 少将（2010年8月—2014年12月） 17. 禹光 少将（2014年12月—2016年） | 中国人民解放军总政治部文化部部长 1. 陈沂 少将（1950年8月2日—1957年3月） 2. 李逸民 少将（1961年11月—1963年5月） 3. 谢镗忠（1965年7月—1968年10月） 4. 陈亚丁（1975年7月—1976年10月，代理） 5. 刘白羽（1978年—1982年8月） 6. 李瑛（1982年8月—1985年3月） 7. 徐怀中 少将（1985年3月—1990年6月） 8. 朱力 少将（1990年6月—1992年10月） 9. 刘晓江 少将（1992年10月—1998年10月） |

| 中央军委政治工作部宣传局局长 1. 张常银 少将（2016年1月—2016年） 2. 李祯盛 少将（2016年—2017年7月） 3. 张玉堂 大校（2017年7月—） 4. 毛乃国 少将 | 中央军委政治工作部宣传局副局长 - 徐黄生（2016年—） - 毛乃国（2016年—） - 姜秀生（2016年—） |